# J・E・フリーマン
J・E・フリーマン（J.E. Freeman, 1946年2月2日 - 2014年8月9日）は、アメリカ合衆国の俳優、詩人。

## 来歴・人物
ニューヨーク州ブルックリン出身。1964年、ブルックリンにあるビショップ・ラフリン・メモリアル・ハイスクールを卒業する。22歳の時、同性愛者であることをアメリカ海兵隊に申告し、除隊された。
1970年代、カリフォルニア州サンフランシスコにある演劇学校シェルトン・スタジオで演劇を学び、1979年にロサンゼルスに転居した。1981年、チャック・ノリス主演の映画『An Eye for an Eye』で映画デビューを果たす。その後、コーエン兄弟製作・監督の『ミラーズ・クロッシング』やデヴィッド・リンチ監督の『ワイルド・アット・ハート』で重要な役どころを演じたほか、『エイリアン4』では極悪非道なマッド・サイエンティストを演じて存在感を見せつけた。
1984年にHIV陽性と診断された。2004年に俳優業を引退するも詩人として活動し、2009年にはストーンウォールの反乱（1969年）の回想コラムをサンフランシスコ・クロニクルに寄稿する。2014年8月9日午後、68歳で死去した。

## 主な出演作品
- Hard Travelling (1985)
- 殺したい女 Ruthless People (1986)
- ミラーズ・クロッシング Miller's Crossing (1990)
- ワイルド・アット・ハート Wild at Heart (1990)
- ドクター The Doctor (1991)
- パトリオット・ゲーム Patriot Games (1992)
- あなたに降る夢 It Could Happen to You (1994)
- コピーキャット Copycat (1995)
- エイリアン4 Alien: Resurrection (1997)
- トレマーズ4 Tremors 4: The Legend Begins (2004)